# Государственный строй Северной Македонии
Государственный строй Северной Македонии основан на принципах парламентской представительской демократической республики, где премьер-министр является главой правительства и многопартийной системой. Исполнительная власть осуществляется правительством. Законодательная власть принадлежит как правительству, так и парламенту. Судебная власть не зависит от исполнительной и законодательной власти. Economist Intelligence Unit в 2016 году оценил Северную Македонию как «гибридный режим».

## Политическая система
Политическая система Северной Македония состоит из трех ветвей: законодательной, исполнительной и судебной. Конституция является высшим законом страны. Политические институты формируются волей своих граждан тайным голосованием на прямых и всеобщих выборах. Ее политическая система парламентской демократии была установлена Конституцией 1991 года, которая предусматривает основные принципы демократии и гарантирует демократическую гражданскую свободу.

## Президент
Президент Северной Македонии избирается сроком на пять лет.
Президент Северной Македонии:
- не может занимать какую-либо другую государственную должность или должность в политической партии;
- избирается на пятилетний срок и может выполнять не более двух сроков;
- является главнокомандующим Вооружёнными силами и председателем Совета безопасности;
- выдвигает кандидата от партии большинства или партий в парламенте, который затем предлагает кандидатуры правительства которые избираются парламентом;
- делает дипломатические назначения;
- награждает орденами и медалями[4].

## Законодательная власть
Парламентом Северной Македонии является Собрание Северной Македонии. Избирается на четыре года в составе от 120 до 150 депутатов. Из этого числа 120 избираются пропорционально в 6 избирательных округах по 20 человек каждый и 3 по принципу большинства, конкретно для диаспоры (в зависимости от явки) (территория Северной Македония, представляет один избирательный округ) В Общем избирательном бюллетене зарегистрировано около 1,5 миллиона избирателей.

## Исполнительная власть
Правительством Северной Македонии является исполнительный орган власти во главе с премьер-министром. По конституции, это высший исполнительный орган власти в государстве.

## Судебная власть
Судебная власть в стране представлена через суды. Во главе судебной системы находятся Высший суд, Конституционный суд и Республиканская судебный совет. Последний занимается избранием судей на их должности.

## Административное деление
После выборов 2005 года, вместе с принятием новой Конституции, край разделен на 78 общин (община). Столица Скопье является группой из 10 общин, объединённых общим названием «Город Скопье.